# Locomotive General Electric 75 ton Drop Cab

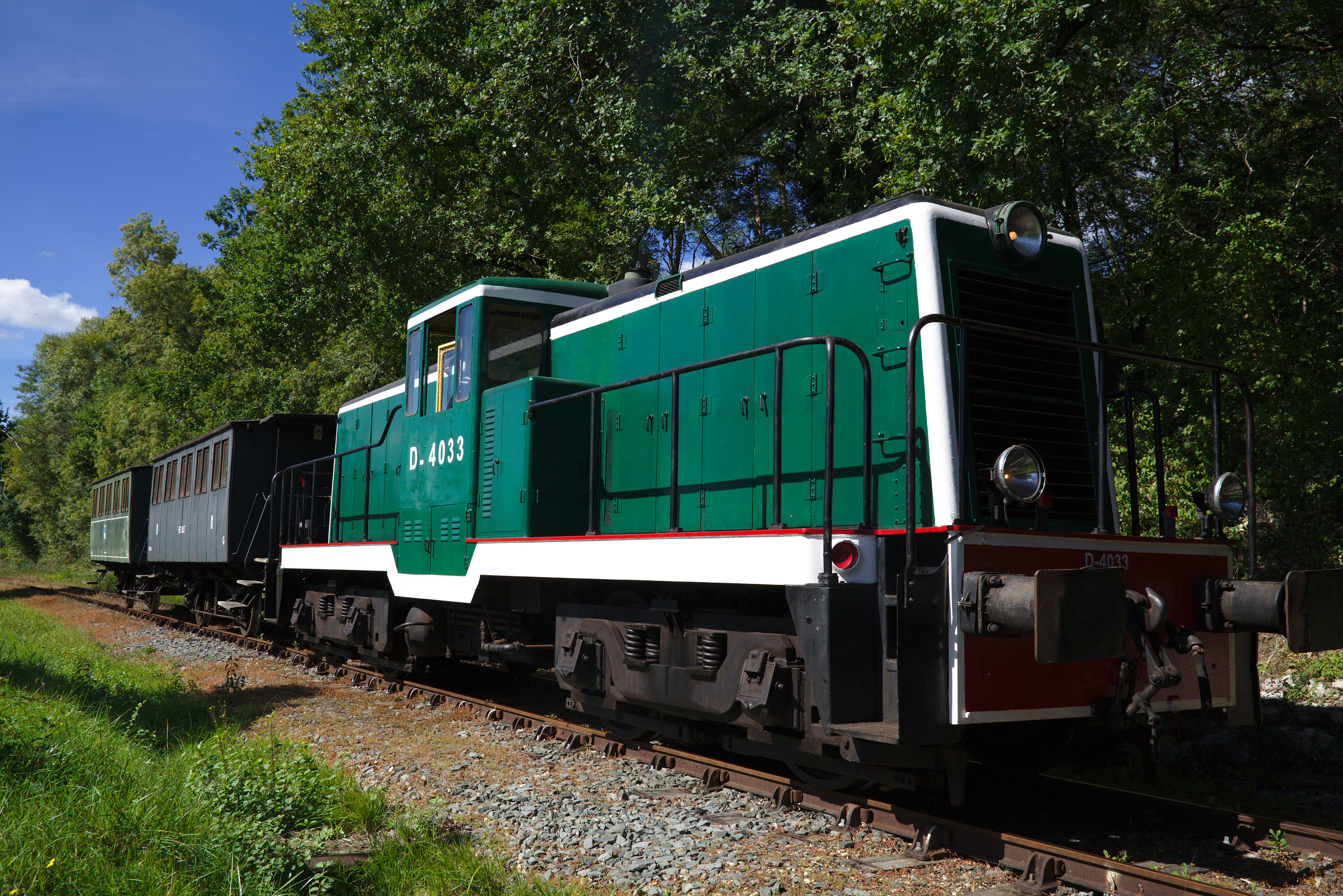
GE 75 ton « Drop Cab » ex SE du Train touristique de Guîtres à Marcenais.

La GE 75-ton « Drop Cab » est un locotracteur Diesel-électrique à cabine abaissée pour se conformer au gabarit britannique, produit par General Electric.

## Caractéristiques techniques
Ces machines étaient équipées à l'origine de deux moteurs Cummins de type L1 600 à 6 cylindres en ligne à aspiration naturelle, 38 litres de cylindrée (Alésage 178 mm, Course 254 mm) développant chacun 250 hp soit 186 kW à 1000 tr/min. Chaque moteur était accouplé à une génératrice à courant continu de type GE 549-F1. Celle-ci délivrait un courant maximum de 800 A ou une tension maximale de 500 V.
Par la suite, les moteurs Cummins ont été remplacés par des moteurs Baudouin DP8 à 8 cylindres en V de 21,2 litres, d'alésage et course de 150 mm développant chacun 211 kW (287 ch) à 1800 tr/min ou 176 kW (240 ch) à 1500 tr/min. 
La machine est du type Bo'Bo' i.e. chaque bogie a deux moteurs de traction GHM833-L1.
- Longueur : 12,089 m
- Hauteur : 3,710 m
- Puissance à la jante : 262 kW à 42 km/h

## Utilisation en France
Les locotracteurs General Electric livrés aux chemins de fer économiques de la Gironde constituaient une série de 10 machines, construites de mars à mai 1944 et immatriculées SE 4028 à 4037« Locomotives américaines USATC entre 1944 et 1947 sur l'Est », sur forums.e-train.fr (consulté le 5 décembre 2015). Il s'agit de machines qui ont été réquisitionnées en 1944 par l'US Army Transportation Corps afin d'assurer le transport de troupes ou de matériel pendant la Seconde Guerre mondiale.
Leurs numéros de construction étaient GE 27528 à 27537. Elles étaient référencées sous les numéros USATC 7228 à 7237 à l'US Army.

## Machines préservées
- SE 4028 : Chemin de fer touristique des Landes de Gascogne, exploitée par celui-ci de 1978 jusqu'au début des années 2010, sur les 4 km de Sabres à l'écomusée de Marquèze (Landes).
- SE 4029 : finalement identifiée debut 2022 par son numéro de série et les vestiges de peinture sur sa traverse de tamponnement, abandonnée à l'état d'épave aux anciens ateliers des Chemins de fer économiques de la Gironde à Saint-Symphorien ;
- SE 4032 puis CFTA 4032 : Coni'fer, puis Chemin de fer touristique du Rhin depuis octobre 2019 ;
- SE 4033 puis CFTA 4033 : Train touristique de Guîtres à Marcenais  Inscrit MH (2004)[2] ;
- SE 4036 : exploitée en service fret régulier jusqu'en 2011 sur le Chemin de Fer de Blaise-et-Der, rachetée en 2014 par un membre du CFTR[3] qui l'a mise à disposition de cette association.